# Maraton w Dubaju

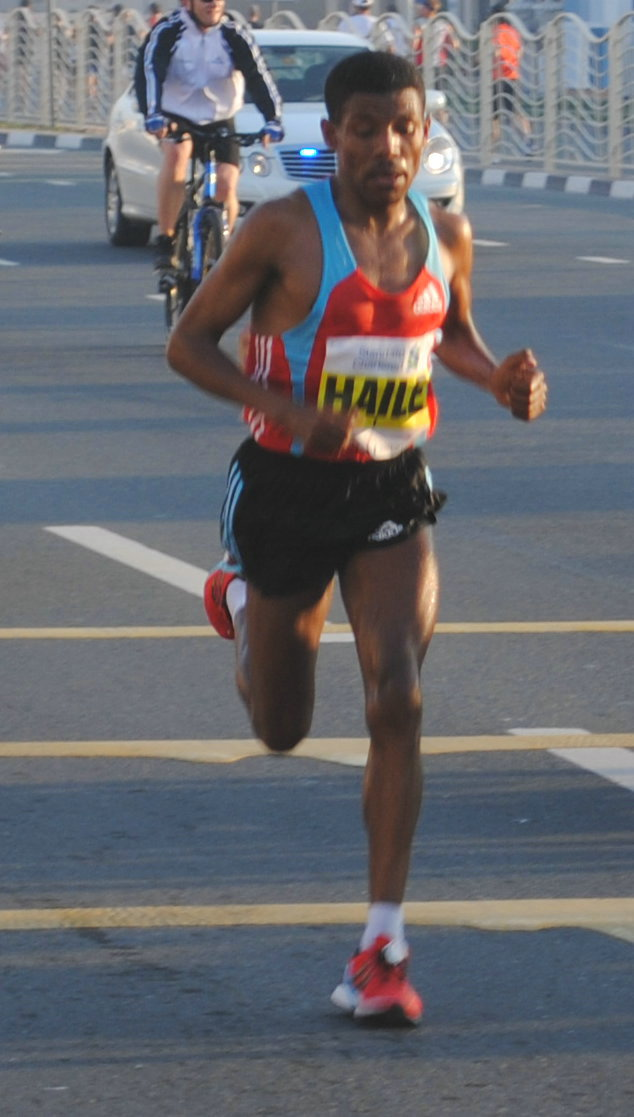
Haile Gebrselassie podczas maratonu w Dubaju w 2010 roku

Maraton w Dubaju – maratoński bieg uliczny rozgrywany co roku na ulicach Dubaju (Zjednoczone Emiraty Arabskie). Pierwsza edycja maratonu odbyła się w 2000 roku.
Pierwsza edycja maratonu w Dubaju odbyła się 14 stycznia 2000 roku. Od początku w zawodach uczestniczyli zarówno mężczyźni, jak i kobiety. Impreza odbywa się każdego roku w styczniu, z wyjątkiem 2006 roku, kiedy to zawody rozegrano w lutym.

## Lista zwycięzców
Lista zwycięzców maratonu w Dubaju:
| Edycja | Data             | Zwycięzca wśród mężczyzn | Kraj    | Czas    | Zwyciężczyni wśród kobiet | Kraj    | Czas    |
| ------ | ---------------- | ------------------------ | ------- | ------- | ------------------------- | ------- | ------- |
| 20     | 25 stycznia 2019 | Getaneh Molla            | Etiopia | 2:03:34 | Ruth Chepngetich          | Kenia   | 2:17:08 |
| 19     | 26 stycznia 2018 | Mosinet Geremew          | Etiopia | 2:04:00 | Roza Dereje               | Etiopia | 2:19:17 |
| 18     | 20 stycznia 2017 | Tamirat Tola             | Etiopia | 2:04:11 | Worknesh Degefa           | Etiopia | 2:22:36 |
| 17     | 22 stycznia 2016 | Tesfaye Abera            | Etiopia | 2:04:24 | Tirfi Tsegaye             | Etiopia | 2:19:41 |
| 16     | 23 stycznia 2015 | Lemi Berhanu             | Etiopia | 2:05:28 | Aselefech Mergia          | Etiopia | 2:20:02 |
| 15     | 24 stycznia 2014 | Tsegaye Mekonnen         | Etiopia | 2:04:32 | Mulu Seboka               | Etiopia | 2:25:01 |
| 14     | 25 stycznia 2013 | Lelisa Desisa            | Etiopia | 2:04:45 | Tirfi Tsegaye             | Etiopia | 2:23:23 |
| 13     | 27 stycznia 2012 | Ayele Abshero            | Etiopia | 2:04:23 | Aselefech Mergia          | Etiopia | 2:19:31 |
| 12     | 21 stycznia 2011 | David Barmasai           | Kenia   | 2:07:18 | Aselefech Mergia          | Etiopia | 2:22:45 |
| 11     | 22 stycznia 2010 | Haile Gebrselassie       | Etiopia | 2:06:09 | Mamitu Daska              | Etiopia | 2:24:19 |
| 10     | 16 stycznia 2009 | Haile Gebrselassie       | Etiopia | 2:05:29 | Bezunesh Bekele           | Etiopia | 2:24:02 |
| 9      | 18 stycznia 2008 | Haile Gebrselassie       | Etiopia | 2:04:53 | Berhane Adere             | Etiopia | 2:22:42 |
| 8      | 12 stycznia 2007 | William Rotich           | Kenia   | 2:09:53 | Askale Tafa               | Etiopia | 2:27:19 |
| 7      | 17 lutego 2006   | Joseph Ngeny             | Kenia   | 2:13:02 | Delilah Asiago            | Kenia   | 2:43:09 |
| 6      | 7 stycznia 2005  | Dejene Guta              | Etiopia | 2:10:49 | Diribe Hunde              | Etiopia | 2:39:08 |
| 5      | 9 stycznia 2004  | Gashaw Asfaw             | Etiopia | 2:12:49 | Leila Aman                | Etiopia | 2:42:36 |
| 4      | 10 stycznia 2003 | Joseph Kahugu            | Kenia   | 2:09:33 | Irina Permitina           | Rosja   | 2:36:26 |
| 3      | 11 stycznia 2002 | Wilson Kibet             | Kenia   | 2:13:04 | Albina Ivanova            | Rosja   | 2:33:31 |
| 2      | 12 stycznia 2001 | Wilson Kibet             | Kenia   | 2:13:36 | Ramilya Burangulova       | Rosja   | 2:37:07 |
| 1      | 14 stycznia 2000 | Wilson Kibet             | Kenia   | 2:12:21 | Ramilya Burangulova       | Rosja   | 2:40:22 |